# My Little Pony: Friendship Is Magic
My Little Pony: Friendship Is Magic (literalment en català: "El meu petit poni: l'amistat és màgia") és una sèrie de dibuixos animats estatunidencocanadenca creada l'any 2010 i produïda per Hasbro Studios i Studio B Productions. Està basada en la franquícia My Little Pony, coneguda mundialment per idear diverses sèries de televisió i productes sobre fantasiosos ponis de colors destinats al públic infantil femení.
Lauren Faust, una coneguda animadora d'altres sèries d'animació amb èxit, fou seleccionada per Hasbro com a directora creativa i productora executiva per a crear una nova sèrie de My Little Pony, però ella buscà trencar els tòpics infantils, superficials i excessivament femenins amb els quals carregaven les anteriors sèries dels coneguts ponis de la franquícia, creant situacions i personatges més profunds i adaptats, a la pràctica, per a un públic molt divers.
La sèrie ensenya les aventures d'una unicorn estudiosa anomenada Twilight Sparkle, que és enviada per la seva monarca i mentora, la Princesa Celestia de la terra d'Equèstria, a un poble anomenat Ponyville per aprendre sobre l'amistat, on coneixerà a les altres protagonistes: Applejack, Fluttershy, Pinkie Pie, Rainbow Dash i Rarity. Cadascuna d'elles representa una faceta de l'amistat, i juntes poden utilitzar uns artefactes anomenats Elements de l'Harmonia que els empren contra els enemics. Al llarg del programa, aquest es converteix en una sit-com, que mostra les aventures quotidianes de cadascun d'aquests personatges i d'altres ponis. En cada capítol Twilight o les altres ponis aprenen una lliçó sobre l'amistat i li reporten el descobriment a la princesa.
El programa ha rebut fins ara crítiques molt positives, especialment per l'humor, el seu guió ben elaborat, la banda sonora i l'animació minimalista i versàtil (feta amb el programa Adobe Flash). Aquestes característiques i d'altres han atret l'interès de nous fans que generalment solen ser homes joves i adults, coneguts popularment com a bronies. A més, la sèrie ha guanyat molta fama a internet, on els ponis són emprats com a mems, gràcies en gran manera a l'expressivitat de l'animació.

## Argument
La sèrie es desenvolupa a la fictícia terra d'Equestria, llar de diverses varietats de ponis i d'altres espècies existents o mitològiques (com per exemple grius, hidres, dracs…). Els ponis que habiten aquest estat poden ser de tres tipus bàsics: unicorns (amb banya, capaços de realitzar màgia), pegasos (amb ales que els permeten volar i caminar pels núvols) i ponis terrestres (sense banya o ales, però generalment més forts i amb una certa connexió amb la natura).
La protagonista és una unicorn anomenada Twilight Sparkle, una estudiant de Canterlot (capital d'Equèstria) que durant el primer capítol és enviada a contracor per la seva mentora i sobirana, la Princesa Celestia, a un poble anomenat Ponyville per tal de preparar la festa de Celebració de l'Estiu i per fer nous amics, tot i que ella és no és gaire sociable i realment es troba capficada en evitar que aquell dia aparegui Nightmare Moon, un personatge llegendari malvat. Durant aquesta estada coneix a les altres cinc ponis protagonistes, les quals derrotaran juntes a Nightmare Moon, descobriran els Elements de l'Harmonia i establiran una estreta amistat que passarà a ser el fil conductor de la major part dels capítols posteriors. A partir d'aquí el programa relata les vides quotidianes i les aventures de les protagonistes i de la resta d'habitants del poble, i durant la primera temporada Twilight Sparkle aprèn una lliçó nova sobre l'amistat i sol enviar-li al final del capítol el descobriment a la Princesa, tot i que a partir de la segona temporada aquest fet començà a involucrar primer a les altres protagonistes per després quedar en desús.

## Personatges principals
- Twilight Sparkle: una unicorn de color violeta amb grans poders màgics i molt intel·ligent que originalment vivia a Canterlot, la capital d'Equestria, com a estudiant i protegida de la Princesa Celestia. Originalment era una unicorn poc sociable, però al primer capítol és enviada a Ponyville amb el seu petit drac-ajundant Spike, a on descobreix la màgia de l'amistat i coneix a les altres ponis protagonistes. Durant el darrer capítol de la tercera temporada, es converteix en un alicorn (unicorn i pegàs a la vegada) i adquireix el títol de princesa d'Equestria, juntament amb les princeses Celestia, Luna i Cadence. Representa l'element de la màgia.

- Applejack: és una poni terrestre (sense banya o ales) treballadora i molt sincera. De color taronja, viu i treballa com a grangera a Sweet Apple Acres (un hort de pomers), d'on treuen les pomes per vendre-les o fer-ne productes elaborats (pastissos, sidra…), juntament amb els seus germans Big Macintosh i Applebloom, l'Àvia Smith i la seva gossa Winona. Se la pot reconèixer fàcilment per portar sempre un barret de cowboy i parlar amb un accent típic del sud dels Estats Units. Representa l'element de l'honestedat.

- Fluttershy: és una pegàs de color groc pàl·lid de caràcter extremadament tímid i afectuós. A diferència de la majoria de pegasos, que viuen a Cloudsdale, s'ha establert als afores de Ponyville, a una casa on té cura d'un gran nombre d'animals. Es considera a ella mateixa com a molt dolenta volant, i una de les seves virtuts és la d'entendre als animals. S'espanta fàcilment, però aquest caràcter introvertit provoca que, de manera esporàdica, tregui el seu geni de forma explosiva i que sigui capaç de desafiar criatures que d'altres ponis no són capaços, perdent els estreps. Representa l'element de la bondat.

- Pinkie Pie: una poni terrestre de color rosa molt peculiar, donat el seu caràcter explosiu, extravertit i animat. Treballa de pastissera, però es troba constantment muntant festes a la mínima ocasió o fent bromes als habitants del poble. És força enginyosa i sol parlar molt ràpidament, amb converses poc lògiques. És molt coneguda per ser capaç de ser quasi omnipresent (com succeeix en molts dibuixos animats clàssics) i per trencar ocasionalment les lleis de la física i la quarta paret. El seu element és el riure.

- Rainbow Dash: és una pegàs de color blau i amb la cua i la crin dels colors de l'arc de Sant Martí. De caràcter fort, atlètica i molt competitiva, treballa controlant el temps d'Equestria amb la resta de pegasos, movent els núvols. Viu a Poniville, juntament amb les seves amigues. Competeix sovint amb l'Applejack, degut al caràcter d'aquestes dues ponis, i el seu somni és entrar a formar part dels Wonderbolts, un esquadró de pegasos d'elit que realitzen proves i acrobàcies i que són molt populars. El seu element és la lleialtat.

- Rarity: és una unicorn de color blanc. Es caracteritza per ser refinada i educada, a més d'estar preocupada per la moda, la netedat i l'estètica. El seu ofici és el modisme el qual l'exerceix al seu establiment, el Carousel. De tant en tant conviu amb la seva germana petita, la Sweetie Belle. Més d'un cop, el seu comportament sembla tret d'una obra dramàtica per la sobreactuació amb la que parla. Tot i això, sempre ajuda a les seves amigues amb totes les seves energies, sobretot en la confecció de vestits. El seu element és la generositat.

## Episodis
En total, s'han arribat a emetre 117 episodis agrupats en 8 temporades. La darrera d'aquestes va començar a emetre del 4 d'abril de 2015, finalitzant el 28 de novembre del mateix any. Hasbro Studios ha confirmat una sisena temporada de 26 episodis que començarà a emetre's a partir del 26 de març de 2016.
| Temporada | Temporada | Episodis | Emissió                | Emissió                | Canal original   |
| Temporada | Temporada | Episodis | Primer emès            | Darrer emès            | Canal original   |
| --------- | --------- | -------- | ---------------------- | ---------------------- | ---------------- |
|           | 1         | 26       | 10 d'octubre de 2010   | 6 de maig de 2011      | Hub Network      |
|           | 2         | 26       | 17 de setembre de 2011 | 21 d'abril de 2012     | Hub Network      |
|           | 3         | 13       | 10 de novembre de 2012 | 16 de febrer de 2013   | Hub Network      |
|           | 4         | 26       | 23 de novembre de 2013 | 10 de maig de 2014     | Hub Network      |
|           | 5         | 26       | 4 d'abril de 2015      | 28 de novembre de 2015 | Discovery Family |